# Lisi und der General
Lisi und der General ist ein Schweizer Spielfilm von Mark Rissi aus dem Jahr 1986. Der Film basiert auf dem Roman Lisi von Alexander Heimann aus dem Jahr 1980 und hatte am 13. Mai 1995 im deutschen Privatsender Kabel 1 seine Fernsehpremiere.

## Handlung
Hugo Schaffner ist ein spiessiger Prokurist und Familienvater aus Bern, der sein langweiliges Leben an einem Silvesterabend hinter sich lässt. In seiner Midlife-Crisis verlässt er heimlich die Silvesterfeier und fährt in seinem Auto ohne bestimmtes Ziel los. Während seiner Fahrt nimmt er die rothaarige Lisi mit, die ihn wegen seiner Uniform den „General“ nennt. Lisi erzählt ihm von gestohlenen 400.000 Schweizer Franken in ihrer Tasche. Hugo fühlt sich in etwas Aufregendes hineinversetzt und fährt mit Lisi zu einer abgelegenen Berghütte in der Wildnis. Da aber nicht nur die rechtmäßigen Besitzer hinter dem gestohlenen Geld her sind, brechen die beiden zuvor in ein Militärgelände ein, wo sie Waffen und Proviant stehlen. Polizei und Armee spüren das Paar bald auf und die Berghütte wird umstellt. Kampflos geben der General und die Gangsterbraut aber nicht auf.

## Kritik
„Buchstäblich haarsträubend wurde Heimanns vergnüglicher Roman verfilmt. Auf der Suche nach dem Volkskino der 50er Jahre wollte der Regisseur allen etwas bieten und präsentiert unter Aufbietung aller möglichen Klischees und Gemeinplätze gähnend langweilige Unterhaltungskost.“